# Tragedia de Quebrada Blanca
La tragedia de Quebrada Blanca ocurrió el 28 de junio de 1974 en la Carretera al Llano, que comunica las ciudades de Bogotá y Villavicencio en Colombia, dejando un saldo de al menos 500 personas fallecidas y desaparecidas.

## Antecedentes
A comienzos de 1974 entre Monterredondo y Guayabetal; los derrumbes eran cotidianos, y una grieta fue descubierta, los ingenieros del entonces Distrito 13 de Carreteras, ayudados por el Ejército Nacional, trataron infructuosamente de generar un derrumbe controlado, y llevaban 7 días de cierre.

## Suceso
El derrumbe generado por el río Negro, arrastró cientos de vehículos y buses de pasajeros, y fue el detonante que llevó al proceso de construcción del actual Túnel de Quebrada Blanca y otras obras de ingeniería en dicho corredor para reducir los riesgos y tiempos de desplazamiento.
La tragedia ocurrió debido al invierno y las extremas condiciones topográficas de la Cordillera Oriental, un derrumbe de tierra de grandes proporciones se produjo sobre cientos de personas a bordo de sus vehículos que esperaban a que se abriera paso en la vía luego de un derrumbe inicial, la mayoría de ellos viajeros que se habían desplazado para celebrar las festividades de San Pedro y San Pablo.
La mayoría de los cuerpos no fueron rescatados por lo que el lugar fue declarado como Campo Santo.

## Responsables
Testimonios de la época comentan que la tragedia no hubiera ocurrido si el entonces presidente de Colombia, Misael Pastrana Borrero, hubiera ordenado cerrar la carretera, lo cual no ocurrió ya que no era prioritario.
El entonces ministro de transporte Argelino Durán Quintero visitó el sitio días antes de la tragedia y anunciaba que la situación estaba controlada. Irónicamente los túneles que se inauguraron después de la tragedia en el gobierno de Andrés Pastrana (hijo de Misael Pastrana) en 2001, llevan como nombre Misael Pastrana y Argelino Durán Quintero.
El gobierno de Alfonso López Michelsen promulgó la Ley 9 de 1975, que ordenaba la construcción de una autopista entre Bogotá y Villavicencio, que no ha sido culminada en la actualidad produciéndose nuevos desastres como el Desplome del puente Chirajara en 2018.

## En la cultura popular
- Poema canción de Manuel Orozco Quebrada Blanca, Poema llanero (1974).[14]

## Filmografía
- Documental Quebrada Blanca, el olvido de una tragedia (2020).[15]